# 밀러줄무늬쥐
밀러줄무늬쥐(Hybomys planifrons)는 쥐과에 속하는 설치류의 일종이다. 코트디부아르와 라이베리아, 시에라리온에서 발견된다. 자연 서식지는 아열대 또는 열대 기후 지역의 건조림과 습윤 저지대 숲, 습윤 산지 숲이다.